# A Journey
A Journey sont des mémoires de Tony Blair concernant son mandat en tant que Premier ministre du Royaume-Uni.
Publié au Royaume-Uni le 1er septembre 2010, il couvre les événements entre son élection comme responsable du Parti travailliste en 1994 et sa transformation en « New Labour » grâce à trois mandats successifs, jusqu'à sa démission et son remplacement en tant que Premier ministre par son chancelier de l'Échiquier Gordon Brown.
Blair a fait don des bénéfices sur ce livre à l'association de soutien aux anciens combattants The Royal British Legion.

## Historique
En mars 2010, il fut rapporté que les mémoires de Blair seraient publiés sous le titre The Journey.